# 南亚柏拉木
南亚柏拉木（学名：Blastus cogniauxii）为野牡丹科柏拉木属下的一个种。

## 扩展阅读
- 維基物種上的相關：南亚柏拉木